# Оркатт, Чарльз Рассел
Чарльз Рассел Оркатт (англ. Charles Russell Orcutt, 27 апреля 1864 — 24 августа 1929) — американский ботаник, натуралист (естествоиспытатель) и коллекционер.       

## Биография
Чарльз Рассел Оркатт родился в штате Вермонт 27 апреля 1864 года. Он был первым из пяти детей Германа Чандлера Оркатта и Элизы Истин Грэй Оркатт. В 1879 году семья уехала из Вермонта и переселилась в Сан-Диего.
Чарльз Рассел Оркатт занимался самообразованием, у него был большой интерес к науке, и он сопровождал своего отца во многих экспедициях всюду по области Сан-Диего. В 1882 году Оркатт сопровождал своего отца и Чарльза Кристофера Пэрриа (1823—1890) в Энсенаду.
Его интерес к садоводству вырос, и он начал исследовать район Сан-Диего в одиночку. Оркатт был в постоянном поиске новых открытий, и это сделало его безусловным победителем в научном мире. Благодаря своему желанию исследовать новые области он изучал Южную Калифорнию, Нижнюю Калифорнию, Мексику, Центральную Америку и, в конечном итоге, Карибские острова. Во многих из этих экспедиций Чарльз Рассел Оркатт нашёл новые виды кактусов и благодаря этому получил прозвище «Человек-Кактус» (англ. The Cactus Man).
Оркатт всегда считал себя прежде всего коллекционером. В значительной степени благодаря его сочинениям и обширным коллекциям был основан Музей естествознания Сан-Диего (англ. San Diego Natural History Museum).
Чарльз Рассел Оркатт умер в Республике Гаити 24 августа 1929 года в возрасте 65 лет.

## Научная деятельность
Чарльз Рассел Оркатт специализировался на Мохообразных, водорослях и на семенных растениях.

## Публикации
- West American Mollusca Volume 1, Number 1—13 (1900—1901)[3].
- California Art and Nature, Volume 1, Number 1—11 (1901—1902)[3].